# Belisario García Villar
Belisario García Villar (Argentina, 1912 - Uruguay, 1966) fue un guionista y director de cine argentino. Escribió Los 33 días. («¡Heroica Paysandú yo te saludo!») Versión de una crónica de pasión y muerte (Los Editores, Montevideo, 1963), sobre la Defensa de Paysandú.
De los filmes dirigidos por García Villar hubo tres que no fueron estrenados comercialmente: el estreno del policial Reportaje a un cadáver (1955) quedó congelado al caer el gobierno de Perón, Sábado del pecado (1954) no se estrenó por no satisfacer el resultado final y El diablo de las vidalas (1950) fue prohibido por el Secretario de Informaciones Raúl Apold que cuestionó el tratamiento de próceres y hechos históricos que hacía este filme.

## Premio
La Academia de Artes y Ciencias Cinematográficas de la Argentina le otorgó el premio Cóndor Académico al mejor argumento original de 1949 por Almafuerte que escribiera en colaboración con Pedro Miguel Obligado.

## Filmografía
Guionista
- Isla hechizada (1955)
- Reportaje a un cadáver (1955)
- El domador (1954)
- Sábado del pecado (1954)
- El diablo de las vidalas (1950)
- Almafuerte (1949)
- Así te deseo (1948)
- El precio de una vida (1947)
- Centauros del pasado (1944)
- Frontera Sur (1943)
- Sendas cruzadas (1942)
- La quinta calumnia (1941)
- La carga de los valientes (1940)
- Encadenado (1940)

Director
- Reportaje a un cadáver (1955)
- Sábado del pecado (1954)
- Rebelión en los llanos (1953)
- El diablo de las vidalas (1950)
- Así te deseo (1948)
- Centauros del pasado (1944)
- Frontera Sur (1943)
- Sendas cruzadas (1942)